# Agabus bipustulatus
Espèce
Agabus bipustulatus est une espèce d'insectes aquatiques de l'ordre des coléoptères, de la famille des dytiscidés.

## Liste des sous-espèces
Selon NCBI (25 avr. 2010) :
- sous-espèce Agabus bipustulatus bipustulatus
- sous-espèce Agabus bipustulatus dolomitanus
- sous-espèce Agabus bipustulatus falcozi
- sous-espèce Agabus bipustulatus kiesenwetterii
- sous-espèce Agabus bipustulatus pyrenaeus
- sous-espèce Agabus bipustulatus solieri